# Syllis westheidei
Syllis westheidei är en ringmaskart som beskrevs av San Martín 1984. Syllis westheidei ingår i släktet Syllis och familjen Syllidae. Inga underarter finns listade i Catalogue of Life.